# Wilhelm Hartmann (Unternehmer, 1844)

Wilhelm Hartmann, zirka 1880

Wilhelm Hartmann (* 21. März 1844 in Aumund bei Bremen; † 11. Dezember 1926 in Esher in England) war ein deutscher Unternehmer und Stifter.

## Biografie
Wilhelm Hartmann wurde als drittes von neun Kindern des Maurermeisters Hinrich Hartmann und dessen Ehefrau Meta geb. Stricker in Aumund geboren und wuchs in Vegesack auf. Schon mit 19 Jahren wanderte er nach England aus, wo er eine Anstellung als Kaufmann annahm. Zwei Jahre später übernahm er in London mit seinem Schwager und zweien seiner Brüder den Vertrieb und später auch die Herstellung von Rahtjens Composition Antifouling Paint, eines wirksamen Schutzanstrichs für Schiffsrümpfe. Das Unternehmen wuchs zuletzt unter dem Namen Suter Hartmann & Rahtjen's Composition Co Ltd bis zum Ersten Weltkrieg kräftig, so dass mehrere Filialen in England und auch Übersee gegründet wurden. Man belieferte zeitweilig alle namhaften Schiffswerften, Reedereien und auch die Britische Marine. Das Firmensignet war eine rote Hand und so hieß auch die Firma seit dem Ersten Weltkrieg Red Hand Company. Hartmann blieb unverheiratet und hatte keine Nachkommen. Die Firma wurde um 1929 verkauft, doch das Produkt wird noch heute als Dünnschicht-Antifouling International VC17M von AkzoNobel hergestellt.
1903 erwarb er den Landsitz Milbourne House in Esher, Grafschaft Surrey, wo er sich als Friedensrichter engagierte. Der Deutschen Gesellschaft zur Rettung Schiffbrüchiger schenkte er drei Rettungsboote.
Bedingt durch den Ersten Weltkrieg brachen die Verbindungen zu seiner Heimatstadt ab. Als mittlerweile englischer Staatsbürger gehörte er zu den „Feinden“; sein lebensgroßes Porträt im Sitzungszimmer des Stadtrates wurde 1915 verhängt. Diesen Affront hat Hartmann nicht vergessen und die Stadt Vegesack oder das Hartmannstift wurde in seinem Testament nicht erwähnt. Das Porträt fand später einen Platz im Hartmannstift und hängt seit 2010 im neuen Stadthaus Vegesack.

## Hartmannstift
Er vergaß auch seine Heimat nicht. 1885 stiftete er der Stadt Vegesack ein Asyl für arme und mittellose Kranke, das 1887 als Stadtkrankenhaus Hartmannstift eröffnete. Das Hartmannstift wurde später Teil des Klinikums Bremen-Nord, seit 1961 ausschließlich Frauenklinik, die jedoch 1988 in das Zentralkrankenhaus Bremen-Nord umzog. Dann beherbergte das Gebäude des Hartmannstifts das Bauamt Bremen-Nord, seit 2010 steht es leer. Nach einer befristeten Zwischennutzung als Flüchtlingsunterkunft bis zum Jahresende 2016 standen die Gebäude leer, bevor das Hartmannstift von 2022 bis 2024  in seine ursprüngliche Form zurückgebaut und das Gelände um sechs Neubauten für Wohnungen zu einem neuen Wohnquartier erweitert wurde.

## Ehrungen
1887 wurde Hartmann Ehrenbürger von Vegesack. 1909 wurde die Mühlenstraße, in der sein Elternhaus lag, nach ihm benannt.